# Djebelemur
Djebelemur — вимерлий рід ранніх мокроносих приматів пізнього раннього або раннього середнього еоцену з місцевості Чамбі в Тунісі. Хоча вони, ймовірно, не мали зубного гребінця, спеціалізованої зубної структури, яка зустрічається у живих лемуроподібних (лемурів і лорізоїдів), вони вважаються спорідненою стовбуровою групою. Один визнаний вид, Djebelemur martinezi, був дуже малим, приблизно 100 г.
Джебелемур — один із п'яти родів джебелемуридів, інші включають 'Anchomomys' milleri, викопного примата, який раніше вважався спорідненим з іншими представниками роду Anchomomys, групи європейських адапіформних приматів еоцену. Після його відкриття та опису в 1992 році Джебелемур вважався або родичем європейських адапіформ або раннім мавпоподібним, насамперед через фрагментарну природу нижньої щелепи та двох ізольованих верхніх корінних зубів, які можуть не належати до щелепи. До 2006 року він розглядався як стебловий лемуроподібний.